# Aumessas
Aumessas é uma comuna francesa na região administrativa de Occitânia, no departamento de Gard. Estende-se por uma área de 21,45 km². Em 2010 a comuna tinha 231 habitantes (densidade: 10,8 hab./km²).